# Nicaragua ai Giochi della XXVIII Olimpiade
Il Nicaragua partecipò ai Giochi della XXVIII Olimpiade, svoltisi ad Atene, Grecia, dal 13 al 29 agosto 2004, con una delegazione di 5 atleti impegnati in tre discipline.

## Risultati

### Atletica leggera
| Q | Qualificato al turno successivo per la Classifica in qualificazione                                                          |
| q | Qualificato per il turno successivo per ripescaggio o, negli eventi su campo, conquistando la misura minima per qualificarsi |

Maschile
Eventi su pista e strada
| Atleta         | Evento      | Batteria  | Batteria   | Quarti di finale | Quarti di finale | Semifinale      | Semifinale      | Finale          | Finale          |
| Atleta         | Evento      | Risultato | Classifica | Risultato        | Classifica       | Risultato       | Classifica      | Risultato       | Classifica      |
| -------------- | ----------- | --------- | ---------- | ---------------- | ---------------- | --------------- | --------------- | --------------- | --------------- |
| Carlos Abaunza | 100 m piani | 11"17     | 8º         | non qualificato  | non qualificato  | non qualificato | non qualificato | non qualificato | non qualificato |

Femminile
Eventi sul campo
| Atleta        | Evento                 | Qualificazioni | Qualificazioni | Finale          | Finale          |
| Atleta        | Evento                 | Risultato      | Classifica     | Risultato       | Classifica      |
| ------------- | ---------------------- | -------------- | -------------- | --------------- | --------------- |
| Dalila Rugama | Lancio del giavellotto | 51"42          | 40ª            | non qualificata | non qualificata |

### Nuoto
Maschile
| Atleta           | Evento         | Batteria  | Batteria   | Semifinale      | Semifinale      | Finale          | Finale          |
| Atleta           | Evento         | Risultato | Classifica | Risultato       | Classifica      | Risultato       | Classifica      |
| ---------------- | -------------- | --------- | ---------- | --------------- | --------------- | --------------- | --------------- |
| Fernando Medrano | 100 m farfalla | 1'00"91   | 58º        | non qualificato | non qualificato | non qualificato | non qualificato |

Femminile
| Atleta         | Evento            | Batteria  | Batteria   | Semifinale      | Semifinale      | Finale          | Finale          |
| Atleta         | Evento            | Risultato | Classifica | Risultato       | Classifica      | Risultato       | Classifica      |
| -------------- | ----------------- | --------- | ---------- | --------------- | --------------- | --------------- | --------------- |
| Geraldine Arce | 50 m stile libero | 28"73     | 51ª        | non qualificata | non qualificata | non qualificata | non qualificata |

### Tiro a segno/volo
Femminile
| Atleta              | Evento                        | Qualificazioni | Qualificazioni | Finale          | Finale          |
| Atleta              | Evento                        | Punti          | Classifica     | Punti           | Classifica      |
| ------------------- | ----------------------------- | -------------- | -------------- | --------------- | --------------- |
| Svitlana Kashchenko | Carabina 10 m aria compressa  | 383            | 41ª            | non qualificata | non qualificata |
| Svitlana Kashchenko | Carabina 50 metri 3 posizioni | 563            | 28ª            | non qualificata | non qualificata |